# Albert Pedersen Brock
Albert Pedersen Brok (død 1376) søn af Peter Nielsen Brok og en Sophie. Hans farfar Niels Brok til Hylke var mistænkt for mordet på kong Erik Klipping, men blev bl.a. senere kong Erik Menveds rådgiver som rigsråd. Albert overtog 1370 Sæbygård på Vestsjælland efter Esbern Snare.